# Cyrenoida americana
Cyrenoida americana is een tweekleppigensoort uit de familie van de Cyrenoididae. De wetenschappelijke naam van de soort is voor het eerst geldig gepubliceerd in 1851 door Pierre Marie Arthur Morelet.